# Countdown (filme de 2012)
Countdown é um filme de drama tailandês de 2012 dirigido e escrito por Nattawut Poonpiriya. Foi selecionado como representante da Tailândia à edição do Oscar 2013, organizada pela Academia de Artes e Ciências Cinematográficas.

## Elenco
- Pachara Chirathivat - Jack
- Jarinporn Joonkiat - Bee
- Pattarasaya Kreuasuwansri - Pam
- David Asavanond - Jesus
- Lorenzo de Stefano - Fabio